# 五丈原

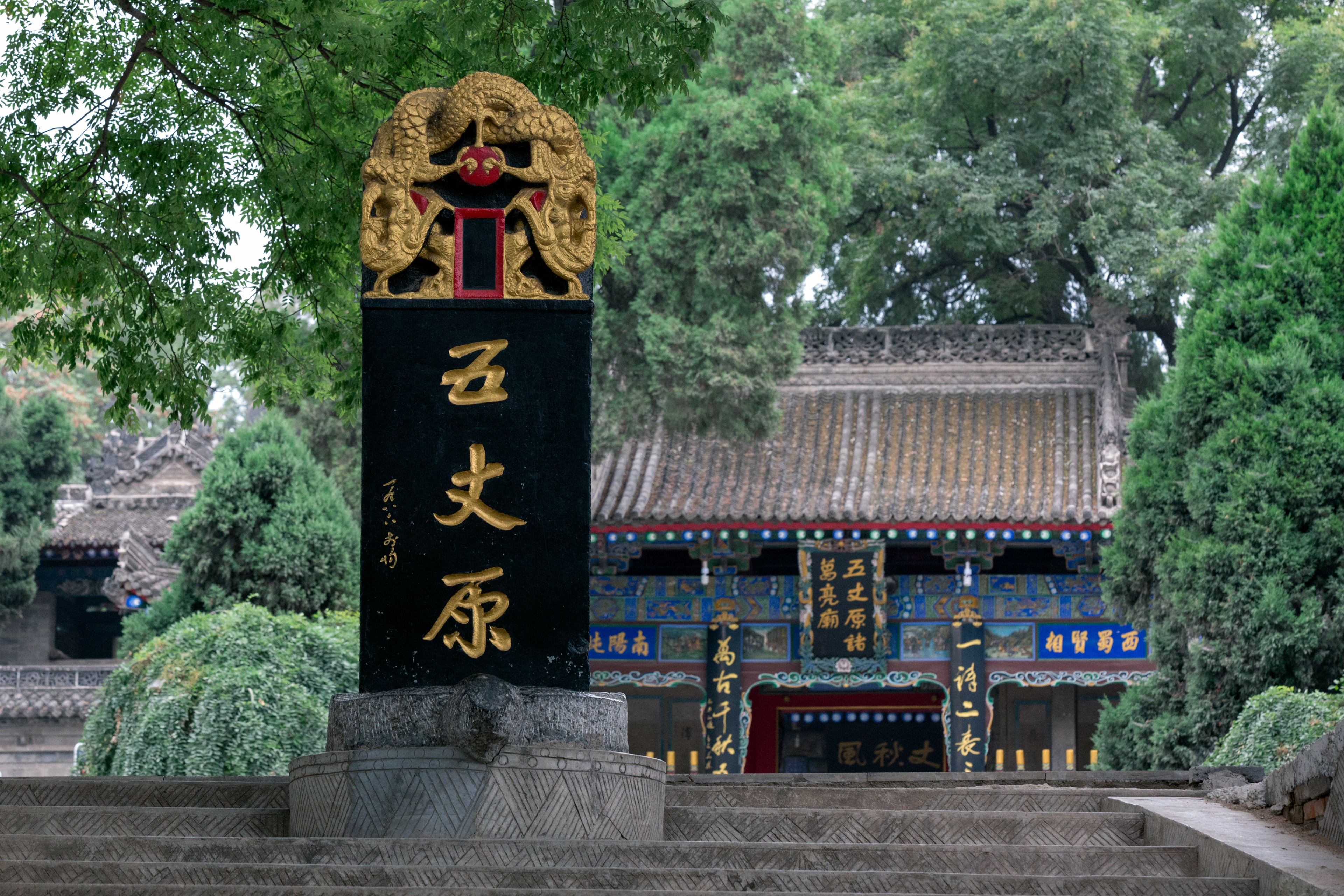
五丈原諸葛亮廟

五丈原位於中國陕西省宝鸡市岐山縣縣城南約20公里的五丈原镇，是一块高約120米，东西宽1公里，南北长约3.5公里的地势险恶的黄土台原。五丈原南靠秦嶺，北臨渭河，東西臨麦李河和石头河，形勢險要。
三國時期，蜀汉后主劉禪建兴十二年（234年），蜀漢丞相諸葛亮率軍第五次北伐，由漢中出發，取道斜谷，穿越秦嶺，進駐五丈原。在此，蜀军与魏军对峙了100余天。234年8月23日深夜，诸葛亮病逝于此，享年54岁，埋葬於漢中定軍山下。
五丈原上有諸葛亮廟，为唐朝所建，庙内有匾额、题词、碑记等遗迹。

## 外部連結
- Google Maps - 五丈原鳥瞰
- Sogou地圖 - 五丈原鳥瞰（页面存档备份，存于）